# 花格斑叶兰
花格斑叶兰（学名：Goodyera kwangtungensis）为兰科斑叶兰属下的一个种。

## 扩展阅读
- 維基物種上的相關：花格斑叶兰